# Kościół ewangelicki w Briesen (Mark)
Kościół ewangelicki w Briesen (Mark) – protestancki kościół zlokalizowany w niemieckiej miejscowości Briesen (Mark) w Brandenburgii (powiat Oder-Spree).

## Historia

### Stary kościół
Około 1460 w Briesen istniał mały kościół (parafia mogła tu istnieć już w 1200). Pierwotnie był to obiekt katolicki. Do 1540 należał do katolickiego zakonu kartuzów. Potem przejęli go protestanci. Około 1450–1465 otrzymał nowy dzwon, który zachował się do dziś. W 1573 stał się kościołem filialnym parafii w Jacobsdorf. W 1603 otrzymał drugi dzwon fundacji Martina Pregera (niezachowany).
Obiekt został zniszczony podczas wojny trzydziestoletniej. W 1679 na jego miejscu zbudowano nowy kościół, który w 1702 opisano jako pozostający wciąż w dobrym stanie. Najstarszy szczegółowy opis kościoła pochodzi z 1780, kiedy to budynek miał już przegniłe drewniane belki, krzesła i ławki. Strop kościoła częściowo zapadł się i groził zawaleniem. Kościół był skonstruowany z muru pruskiego. W 1780 przeprowadzono jego gruntowny remont. Od północy dobudowano pomieszczenie o długości 14 stóp (4,39 metra) i szerokości 8 stóp (2,51 metra), zastąpiono ściany działowe filarami i ustabilizowano strop. Miał on 60 stóp długości (18,83 m), 28 stóp szerokości (8,79 m) i 16 stóp wysokości (5,02 m). Wieża miała wysokość 42 stóp (13,18 m) i była zaopatrzona w zegar pochodzący prawdopodobnie z 1713 oraz dwa dzwony (jeden o średnicy 65 cm z około 1450/1465 z napisem ave maria - gracia - plena - dominus - tecvm - benedicta - tv in mvlierib (usa) i drugi o średnicy 75 cm z 1603, zabrany w 1942 z napisem Martin Preger obsadził mnie w 1603 roku).

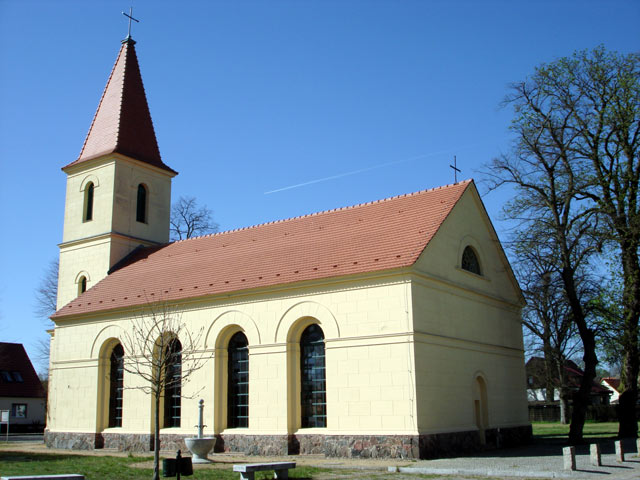
Widok od strony prezbiterium

Do 1811 przy kościele znajdowała się mała sala szkolna. Ponadto w 1811 istniało tu mieszkanie pastora, które miało zostać przekształcone na mieszkanie nauczyciela i połączone z salą szkolną (nie doszło do tego z uwagi na budowę we wsi nowej szkoły). Mimo remontu kościół musiał zostać zamknięty wiosną 1830. Mistrz stolarski Christian Gottlob otrzymał zlecenie wyburzenia wieży.

### Nowy (obecny) kościół
W 1836 podjęto decyzję o budowie nowego, ceglanego kościoła, który zachował się do czasów obecnych. Otwarto go 30 września 1838. Klasycystyczny, otynkowany obiekt został zaprojektowany przez Karla Friedricha Schinkla. Jest to świątynia salowa z kwadratową wieżą przybudowaną od zachodu. Posadowiono ją na cokole z kamieni polnych. 
Wewnątrz, pod płaskim stropem, znajduje się krótka podkowiasta galeria na drewnianych kolumnach. Na wyposażeniu kościoła pozostają dwa dzwony z brązu (1964). W 1865 zainstalowano organy z przedsiębiorstwa "Wilhelm Sauer". W 1888 powieszono dwa żyrandole. W 1924 lokalna huta szkła przekazała na okna kościelne tafle z żółtego szkła tłoczonego. Od 1933 na świątyni wywieszano nazistowskie flagi ze swastyką podczas nabożeństw. W czasie II wojny światowej kościół został poważnie uszkodzony i częściowo splądrowany. Około 1950 został odnowiony i przebudowany. W 1964 ponownie zawieszono dzwon. W 1994 budynek został odnowiony i przywrócony do stanu z 1838. 

## Otoczenie
W 2003 obok świątyni posadowiono kamień pamiątkowy z okazji 600-lecia wspólnoty, a w 2008 dla upamiętnienia ofiar wojny restytuowano stary pomnik (zbudowany w 1921 i zniszczony po wojnie).

## Galeria

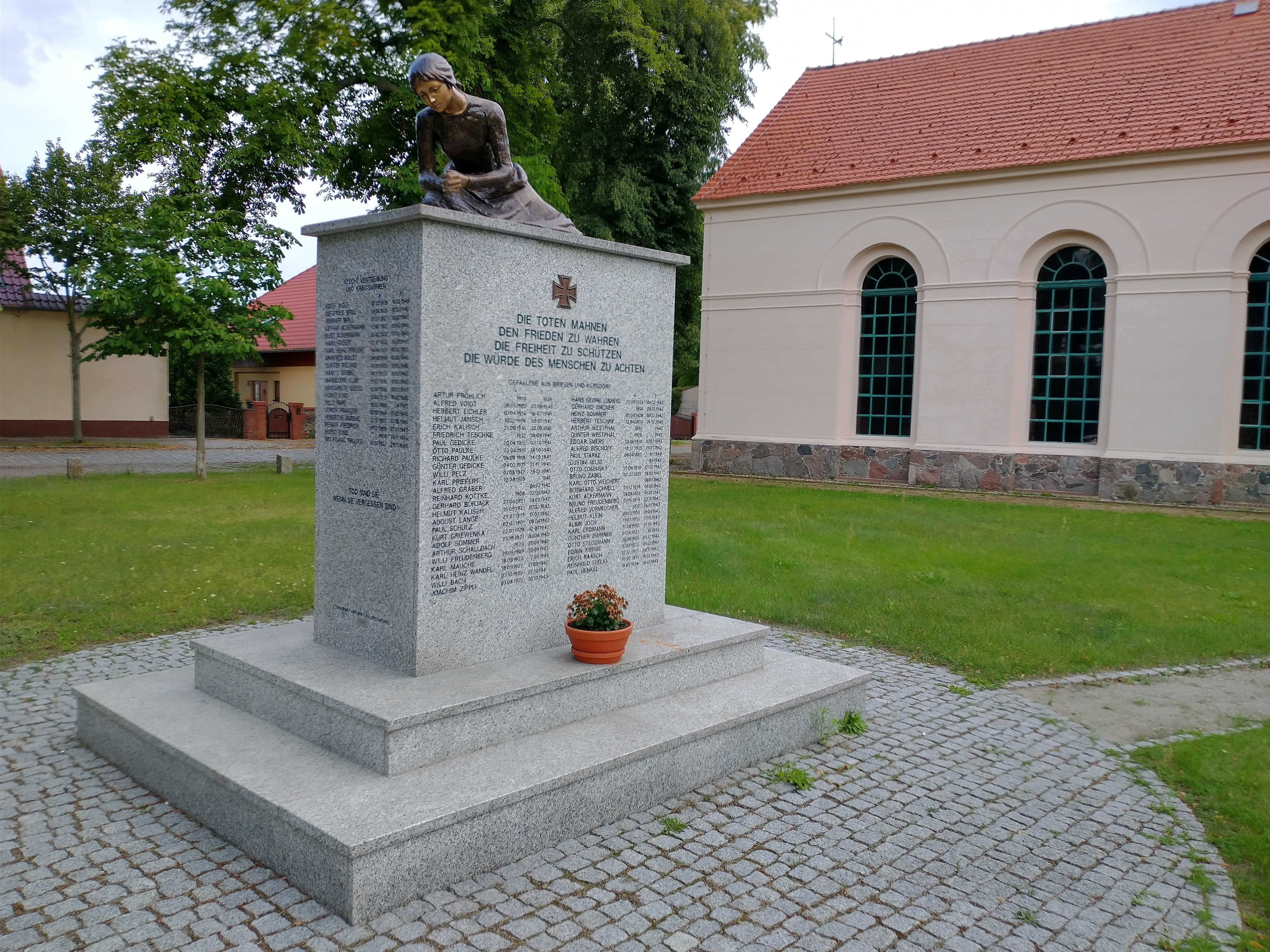
Zrekonstruowany pomnik wojenny
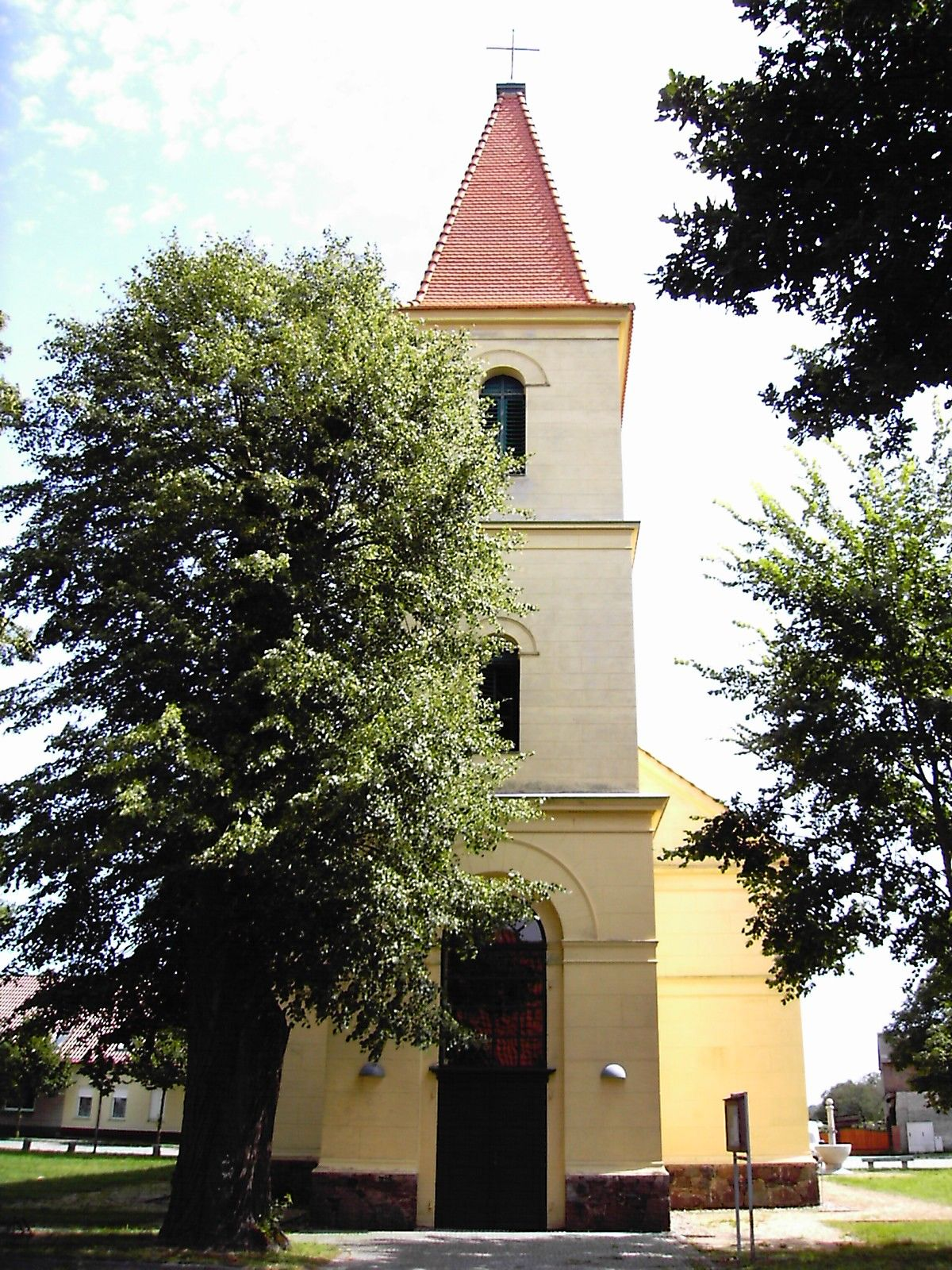
Wieża
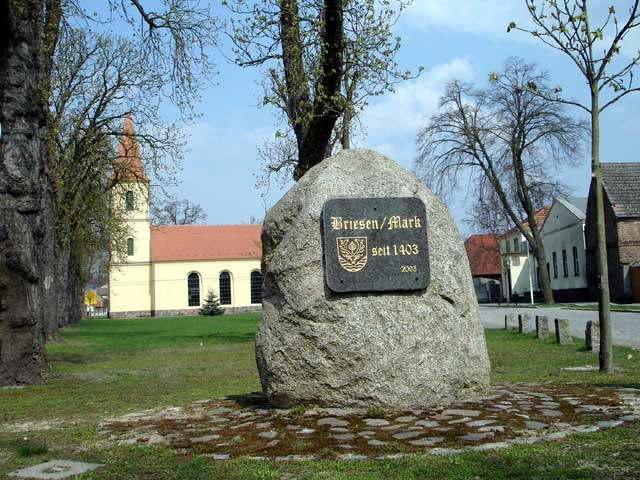
Otoczenie z głazem pamiątkowym